# Liao Nanjing
Nanjing eller Liao Nanjing (辽南京; Liáo Nánjīng) eller Yanjing (燕京; Yānjīng) är ett historiskt namn på dagens Peking i Kina för staden från år 938 till 1122 då den var huvudstad för Liaodynastin.

## Historia
I slutet av epoken De fem dynastierna och De tio rikena styrdes dagens Peking (som då hette Youzhou) av staten Senare Jin. Senare Jin var en marionettstat till den khitanska Liaodynastin, som 938 gjorde staden till sin södra huvudstad, och kejsar Taizong gav staden namnet Nanjing ('södra huvudstaden'), inte att förväxla med dagens Nanjing. Liaodynastin hade fem huvudstäder, och bland dessa var Nanjing i flera avseenden den viktigaste även om Bairins vänstra baner var dynastins huvudsakliga säte. År 947 var Senare Jin helt erövrat av khitanerna och de Sexton prefekturerna utgjorde Liaodynastins södra territorium. Liao Nanjings folkmängd är estimerad till att ha varit ungefär 300 000
Songdynastin bildades 960 och var inte nöjda med att Liaodynastin kontrollerade de Sexton prefekturerna. Olika militära fälttåg utfördes norrut, och 979 belägrade Songdynastins styrkor Liao Nanjing under en månad. Khitanerna gjorde motanfall och 1 augusti stod slaget vid Gaoliangfloden där Songdynastin led stora nederlag och tvingades dra sig tillbaka. 986 gjorde Songdynastin ett nytt försök att inta området, men tvingades igen till reträtt och gjorde inga fler invasionsförsök.
1115 grundade Aguda, senare känd som kejsar Taizu, Jindynastin. Aguda inledde omgående fälttåg mot Liaodynasin. Jindynastins fälttåg utfördes i allians med Songdynastin. 1116 erövrades Liaodynastn östra huvudstad och den norra huvudstaden föll 1120. Den centrala huvudstaden intogs 1122 och senare samma år besegrades även den södra huvudstaden Nanjing, som plundrades och övergavs.
Senare expanderade Jindynasin staden, och 1153 gjordes den till dynastins huvudstad under namnet Zhongdu.

## Utförande

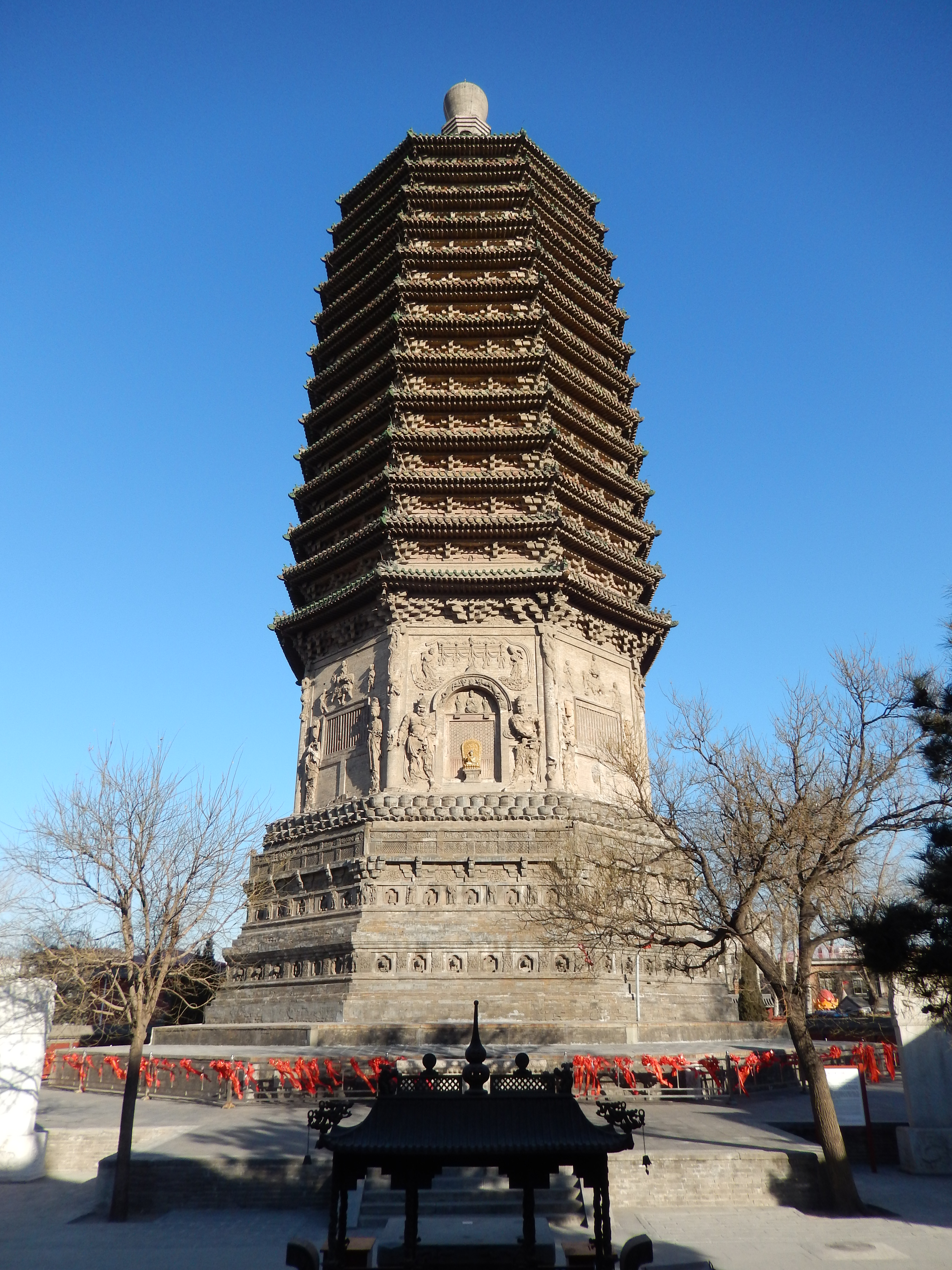
Tianningtemplet, som uppfördes i Liao Nanjing i början på 1100-talet.

Liao Nanjing uppfördes på samma plats som den anika staden Ji och föregångaren Youzhou, i vad som idag är sydvästra Peking. Stadsmuren formade en fyrkant runt staden. Staden fick sitt vatten från 'Västra sjön', vilket i dag är Lotusdammparken i västra Peking. Det byggdes palats och parker runt den befintliga byggnationen. Liao Nanjing var en liten stad, och den huvudsakliga bebyggelse var de kejserliga palatsen.
Staden genomgick inga större ombyggnationer, men stadsmuren från tidigare dynastier gjordes större och starkare. Den norra stadsmuren var dragen söder om Fuxingmen sannolikt i höjd med Baiyuntemplet och Toufahutungen (头发胡同), vars nutida förhöjning möjligen är ruinen efter muren. Den västra muren fanns strax öster om Lianhuafloden (莲花河) utanför Guang'anmen. Den östra muren gick strax väster om Xuanwumen och den södra var dragen just norr om Baizhifanggatan (白纸坊街). Murens längd var troligen ungefär 13 km, men vissa forskare hävdar att den kan ha varit 18 km.
Stadsmuren var ungefär 9 m hög och 4,5 m tjock. I sydvästra hörnet av staden låg palatsområdet som upptog nästan en fjärdedel av staden. Palatsområdets södra och västra mur var integrerade i stadsmuren och delade två av dess portar. Muren hade åtta stadsportar: På östra muren fanns Andongmen (安东门) och Yingchunmen (迎春门), mot söder Kaiyangmen (开阳门) och Danfengmen (丹风门), mot väster Xianximen (显西门) och Qingjinmen (清晋门) och mot norr hette portarna Tongtianmen (通天门) och Gongchenmen (拱辰门).